# إدوارد دبليو. كيرلي
إدوارد دبليو. كيرلي هو سياسي أمريكي، ولد في 23 مايو 1873 في إيستون (بنسيلفانيا) في الولايات المتحدة، وتوفي في 6 يناير 1940 في نيويورك في الولايات المتحدة. نشط حزبياً في الحزب الديمقراطي. وقد انتخب عضو مجلس النواب الأمريكي.